# Gheorghe Cernei
Gheorghe Cernei (13 de abril de 1990) es un deportista rumano de origen moldavo que compitió en halterofilia. Ganó una medalla de bronce en el Campeonato Europeo de Halterofilia de 2016, en la categoría de 85 kg.

## Palmarés internacional
| Campeonato Europeo | Campeonato Europeo | Campeonato Europeo | Campeonato Europeo |
| Año                | Lugar              | Medalla            | Categoría          |
| ------------------ | ------------------ | ------------------ | ------------------ |
| 2016               | Førde (Noruega)    | Medalla de bronce  | 85 kg              |